# Maileus
Maileus is een geslacht van spinnen uit de familie springspinnen (Salticidae).

## Soorten
De volgende soorten zijn bij het geslacht ingedeeld:
- Maileus fuscus Peckham & Peckham, 1907